# Geoff Elliott
Geoffrey Michael Elliott (ur. 7 kwietnia 1931 w Ilford, zm. 12 października 2014 w Calgary) – brytyjski lekkoatleta, tyczkarz i wieloboista, medalista mistrzostw Europy z 1954, dwukrotny mistrz igrzysk Imperium Brytyjskiego i Wspólnoty Brytyjskiej.

## Życiorys
Żona Geoffreya, Pam Seaborne, także była lekkoatletką, płotkarką. Podobnie jak Elliott zdobyła brązowy medal na mistrzostwach Europy w 1954.

## Osiągnięcia
- Zajął 11. miejsce w dziesięcioboju na mistrzostwach Europy w 1950 w Brukseli[2].
- Na igrzyskach olimpijskich w 1952 w Helsinkach zajął 9. miejsce w dziesięcioboju oraz odpadł w kwalifikacjach skoku o tyczce[1]. Zdobył srebrny medal w skoku o tyczce na akademickich mistrzostwach świata w 1953 w Dortmundzie[3]. Jako reprezentant Anglii zwyciężył w skoku o tyczce na Igrzyskach Imperium Brytyjskiego i Wspólnoty Brytyjskiej w 1954 w Vancouver, a w pchnięciu kulą zajął 8. miejsce[4].
- Zdobył brązowy medal w skoku o tyczce na mistrzostwach Europy w 1954 w Bernie ex aequo z Jukką Piironenem z Finlandii[5].
- Ponownie zwyciężył w skoku o tyczce na Igrzyskach Imperium Brytyjskiego i Wspólnoty Brytyjskiej w 1958 w Cardiff[4]. Na mistrzostwach Europy w 1958 w Sztokholmie zajął w tej konkurencji 17. miejsce[6].
- Był mistrzem Wielkiej Brytanii (AAA) w skoku o tyczce w 1952, 1953 i 1955[7].
- Wielokrotnie poprawiał rekord Wielkiej Brytanii w skoku o tyczce, od wyniku 4,15 m uzyskanego 23 sierpnia 1952 w Colombes do wysokości 4,30 m osiągniętej 28 sierpnia 1954 w Bernie. Trzykrotnie był rekordzista w dziesięcioboju do wyniku 6789 punktów (według ówczesnych tabel), uzyskanego 26 lipca 1952 w Helsinkach[8].